# Francine (wrestler)
Francine Fournier, conosciuta semplicemente come Francine (Filadelfia, 19 febbraio 1972), è un'ex wrestler statunitense, conosciuta per aver lavorato nell'Extreme Championship Wrestling dal 1995 al 2001.
Nel 2002 è inoltre apparsa sporadicamente nella Total Nonstop Action Wrestling, e ha fatto alcune apparizioni nella World Wrestling Entertainment negli anni 2005 e 2006.

## Biografia
Cresciuta a Filadelfia, in Pennsylvania, ha frequentato lì la West Catholic Preparatory High School. Da adolescente divenne una fan del wrestling professionistico, partecipando ad eventi organizzati nel suo paese.
Mentre lavorava in una compagnia assicurativa nel 1993, si imbatté nello spot televisivo della House of Hardcore, la scuola professionistica di wrestling della Extreme Championship Wrestling (ECW). Allettata dall'idea di lasciare il suo vecchio lavoro, decise di iscriversi.

## Carriera nel wrestling

### Extreme Championship Wrestling (1994–2001)
Si allenò con J.T. Smith a House of Hardcore, facendo alcune apparizioni sporadiche nel circuito indipendente. Dopo sette mesi di allenamento, iniziò ad apparire negli house show della ECW. Fece la sua prima apparizione sugli schermi della ECW nel 1994 con il nome di Miss Montgomeryville, interpretando la vincitrice di un concorso di bellezza in qualità di cronometrista ospite, prima che le fu inflitta una chokeslam da parte di 911.
Nel 1995 debuttò con il ring-name Francine a Barbed Wire, Hoodies & Chokeslam nella gimmick di fan devota di Stevie Richards, diventando successivamente sua valletta e fidanzata sugli schermi. La relazione provocò diverse arrabbiature da parte del partner sul ring di Richards Raven e della sua valletta Beulah McGillicutty, la quale fu protagonista di alcuni catfight con la Fournier.

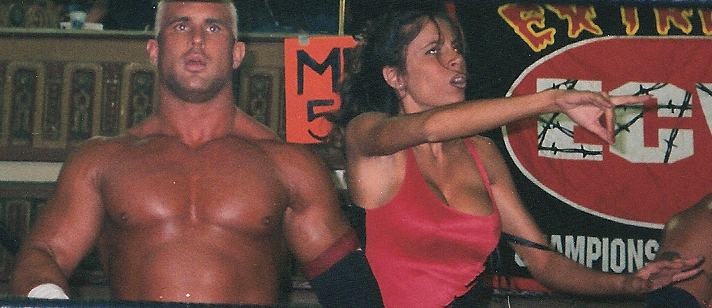
Francine con Chris Candito nel 1998.

Francine in seguito abbandonò Richards alleandosi con i The Pitbulls, e adottò la gimmick di dominatrice rivestita in pelle per adattarsi all'espediente del suo nuovo team. Il 16 settembre 1995 portò i Pitbulls alla vittoria delle cinture ECW Tag-Team Championship contro Richards e Raven. A CyberSlam '96 Francine e i Pitbulls sconfissero i The Eliminators e Richards in un Dog Collar Match. Aiutò inoltre Pitbull #2 a vincere l'ECW Television Championship detenuto da Shane Douglas, che l'aveva insultata in precedenza nel programma. Successivamente (a luglio) tradì i Pitbull e divenne la manager di Douglas dal 1996 al 1999. Definita la sua head cheerleader, aiutò due volte Douglas a diventare ECW World Heavyweight Champion. Durante questo periodo accompagnò occasionalmente sul ring anche i Triple Threat (Chris Candido e Bam Bam Bigelow), i quali erano nello stesso team di Douglas. Bam Bam Bigelow, inoltre, ruppe erroneamente l'osso pelvico della Fournier, il che provocò un feud tra i due.
Nel 1999 iniziò a fare da valletta a Tommy Dreamer e feudò con Steve Corino, che riuscì a sconfiggere in molteplici match singoli. L'alleanza con Dreamer terminò nel marzo del 2000, dopo che quest'ultimo applicò erroneamente sulla Fournier un DDT. In seguito Francine si alleò con Raven.
Il 22 aprile 2000, a CyberSlam, Dreamer sconfisse Taz conquistando l'ECW World Heavyweight Championship. Dopo l'incontro, Francine e Raven accorsero a bordo ring per congratularsi con lui, e durante gli attimi di festeggiamento, Justin Credible e Jason li attaccarono, dando luogo a un incontro improvvisato tra Dreamer e Credible. Il match si concluse quando Francine si è alleò con Credible sferrando un colpo basso a Dreamer, permettendo a Credible di vincere l'incontro. Francine continuò a fare da manager a Credible fino alla chiusura della ECW nell'aprile del 2001.

### Total Nonstop Action Wrestling (2002)
Debuttò in Total Nonstop Action Wrestling (TNA) il 26 giugno 2002, partecipando senza successo ad una battle royal in lingerie per conquistare il titolo di Miss TNA Crown. La settimana seguente si sfidò con Taylor Vaughn, che era stata attaccata dalla Fournier la settimana precedente al termine dell'incontro in lingerie, e vinse il match per squalifica.
Due settimane dopo Francine attaccò Jasmin St. Claire mentre era intervistata da Goldy Locks. Le due ebbero un match quella sera conclusosi con una squalifica dopo l'interferenza di The Blue Meanie e Francine venne portata via su una barella. Questa segnò la sua ultima apparizione in TNA.

### Circuiti indipendenti (2003–2006)
Nel 2003 apparì nella Major League Wrestling come manager di Michael Shane e successivamente fu coinvolta nelle fiere della Women's Extreme Wrestling e della Hottest Ladies of Wrestling. Apparve anche nel Delaware Championship Wrestling, dove combatté con Talia Madison e Noel Harlow.
Il 10 giugno 2005 Francine fece un'apparizione al reunion show della ECW Hardcore Homecoming, tornando a fare da manager a Shane Douglas.

### World Wrestling Entertainment (2005–2006)

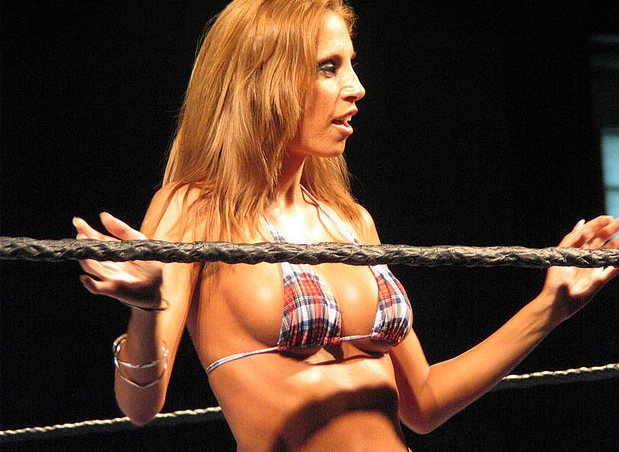
Francine in WWE nel 2006.

Il 12 giugno 2005 apparve nella World Wrestling Entertainment al pay-per-view di reunion ECW One Night Stand, interferendo nel main event tra Tommy Dreamer e The Sandman contro i Dudley Boyz. Dopo aver dato un calcio ai testicoli di Dreamer, Francine venne aggredita dalla moglie ed ex valletta Beulah McGillicutty. Il 19 giugno Francine si scusò con i suoi fan attraverso il suo sito web per non aver rivelato che sarebbe apparsa a One Night Stand, dichiarando che la WWE le aveva chiesto di mantenere la sua apparizione all'evento una sorpresa.
La Fournier firmò poi un contratto per apparire nel nuovo roster della WWE, la rinata ECW. Fece le sue prime apparizioni nella federazione durante gli house show, normalmente gareggiando in bikini con Kelly Kelly. Iniziò successivamente a fare da valletta al collega della "ECW Original" Balls Mahoney, aiutandolo nella sua faida con Kevin Thorn per pareggiare i conti contro di lui e Ariel, valletta di Thorn. Francine fece il suo ritorno in televisione nell'episodio del 19 settembre 2006 di ECW on Sci Fi. La settimana successiva debuttò sul ring contro Ariel in un "Extreme Catfight". Venne svincolata dalla federazione il 12 ottobre 2006.

### Semi ritiro e altre apparizioni (2006–2010)
Subito dopo aver abbandonato la WWE, Francine annunciò il 9 novembre 2006 il suo ritiro dal mondo del wrestling per iniziare una nuova vita e creare una famiglia. Tuttavia continuò ad apparire in diversi eventi: comparve spesso nella Women's Extreme Wrestling (WEW), dove fece da manager a Amber O'Neal, e presenziò in molteplici sessioni di autografi.
Il 27 giugno 2009 ha organizzato uno show reunion della ECW dal titolo Legends of the Arena, il cui ricavato è stato donato all'American Cancer Society.
L'8 agosto 2010 è apparsa con un video pre-registrato alla reunion della ECW nella TNA, Hardcore Justice.

## Personaggio

### Mosse finali
- Bronco Buster
- DDT (ECW) / Termination (WEW)

### Soprannomi
- "The Head Cheerleader"
- "The Queen of Extreme"
- "Hoochador"
- "Koochador"

### Wrestler assistiti
- Amber O'Neal
- Balls Mahoney
- Triple Threat (Bam Bam Bigelow e Chris Candido)
- Justin Credible
- Shane Douglas
- Tommy Dreamer
- The Pitbulls (Pitbull#1 e Pitbull#2)
- Stevie Richards
- Raven
- Michael Shane
- Ron "The Truth" Killings
- Julio Dinero
- Jeff Rocker

### Musiche d'ingresso
- Paradise City dei Guns N' Roses (ECW)
- Thunder Kiss '65 dei White Zombie (ECW)
- Perfect Strangers dei Deep Purple (ECW)
- Snap Your Fingers, Snap Your Neck dei Grinspoon (ECW)
- Francine dei ZZ Top (ECW)
- Simply Ravishing (Instrumental) degli Harry Slash & The Slashtones (ECW)

### Nei videogiochi
Il personaggio di Francine è selezionabile nei seguenti videogiochi:
- ECW Hardcore Revolution
- ECW Anarchy Rulz